# Coupe d'Europe de ski alpin 2012-2013
Navigation
Édition précédente Édition suivante
La Coupe d'Europe de ski alpin 2012-2013 est la 42e édition de la Coupe d'Europe de ski alpin, compétition de ski alpin organisée annuellement. Elle se déroule du 21 novembre 2012 au 15 mars 2013 dans trente-sept stations européennes réparties dans quinze pays. Ce sont l'autrichienne Ramona Siebenhofer et le norvégien Aleksander Aamodt Kilde qui remportent les classements généraux.

## Déroulement de la saison
Les épreuves inaugurales, prévues les 7 et 8 novembre à Reiteralm, sont annulées. La saison débute donc deux semaines plus tard à Levi par quatre épreuves masculines (deux géants puis deux slalom) du 21 au 25 novembre 2012 et à Vemdalen les 26 et 27 novembre pour deux slaloms féminins. Elle comporte vingt étapes masculines et dix-huit étapes féminines. Les finales (réservées aux meilleurs de la saison) sont réparties entre Kranjska Gora (slalom masculin) Lenggries (slalom féminin) et Sotchi mais les deux descentes sont annulées, avançant la fin de la saison du 15 au 17 mars 2013.

### Saison des messieurs
| \| Levi Soldeu La Molina Sotchi \| Sites des compétitions en Europe (hors des Alpes) |
| Levi Soldeu La Molina Sotchi                                                         |

| \| Reiteralm Nova Ponente Pozza di Fassa San Vigilio di Marebbe Zuoz Chamonix Wengen Hinterstoder Kirchberg Val d'Isère Arber Sarentino Monte Pora Les Menuires La Thuile Sella Nevea Kranjska Gora \| Les sites des compétitions situés dans les Alpes |
| Reiteralm Nova Ponente Pozza di Fassa San Vigilio di Marebbe Zuoz Chamonix Wengen Hinterstoder Kirchberg Val d'Isère Arber Sarentino Monte Pora Les Menuires La Thuile Sella Nevea Kranjska Gora                                                        |

### Saison des dames
| \| Vemdalen Kvitfjell Trysil Jasná Zakopane Sotchi Pamporovo \| Sites des compétitions en Europe (hors des Alpes) |
| Vemdalen Kvitfjell Trysil Jasná Zakopane Sotchi Pamporovo                                                         |

| \| St-Moritz Courchevel Crans-Montana Zinal Melchsee-Frutt St. Anton Schruns Jasná Zakopane Sella Nevea San Candido Andalo Lenggries \| Les sites des compétitions situés dans les Alpes |
| St-Moritz Courchevel Crans-Montana Zinal Melchsee-Frutt St. Anton Schruns Jasná Zakopane Sella Nevea San Candido Andalo Lenggries                                                        |

## Classement général
Les classements généraux sont dominés par le norvégien Aleksander Aamodt Kilde, spécialise de vitesse de vingt-et-un ans, et l'autrichienne Ramona Siebenhofer, également spécialiste de vitesse et âgée de vingt-deux ans. Cette dernière franchi la barre des 1 000 points. 
| Rang | Nom                     | Points | Victoire(s) | Podium(s) |
| ---- | ----------------------- | ------ | ----------- | --------- |
| 1    | Aleksander Aamodt Kilde | 721    | 3           | 5         |
| 2    | Victor Muffat-Jeandet   | 697    | 2           | 3         |
| 3    | Vincent Kriechmayr      | 583    |             | 3         |
| 4    | Thomas Tumler           | 560    | 1           | 3         |
| 5    | Henrik Kristoffersen    | 504    |             | 1         |
| 6    | Silvano Varettoni       | 469    | 1           | 3         |
| 7    | Calle Lindh             | 467    |             | 3         |
| 8    | Thomas Frey             | 453    | 2           | 2         |
| 9    | François Place          | 447    |             | 1         |
| 10   | Manuel Pleisch          | 443    |             | 3         |
| 10   | David Ryding            | 443    |             | 4         |

| Rang | Nom                | Points | Victoire(s) | Podium(s) |
| ---- | ------------------ | ------ | ----------- | --------- |
| 1    | Ramona Siebenhofer | 1178   | 3           | 6         |
| 2    | Sofia Goggia       | 934    | 3           | 6         |
| 3    | Adeline Baud       | 826    | 4           | 5         |
| 4    | Mirjam Puchner     | 759    |             | 3         |
| 5    | Romane Miradoli    | 722    | 2           | 4         |
| 6    | Cornelia Hütter    | 715    | 1           | 5         |
| 7    | Corinne Suter      | 674    | 3           | 4         |
| 8    | Mona Løseth        | 660    | 1           | 3         |
| 9    | Joana Hählen       | 607    | 2           | 4         |
| 10   | Nina Løseth        | 605    | 2           | 3         |

## Classements de chaque discipline
Les noms en gras remportent les titres des disciplines.

### Descente
Les classements de descente reviennent au suisse Ralph Weber et à l'italienne Sofia Goggia. 
| Rang | Nom                | Points | Victoire(s) | Podium(s) |
| ---- | ------------------ | ------ | ----------- | --------- |
| 1    | Ralph Weber        | 373    | 1           | 3         |
| 2    | Markus Dürager     | 225    | 1           | 2         |
| 3    | Manuel Kramer      | 202    |             | 1         |
| 4    | Silvano Varettoni  | 196    |             | 1         |
| 5    | Nils Mani          | 191    |             | 1         |
| 6    | Frederic Berthold  | 166    | 1           | 2         |
| 7    | Vincent Kriechmayr | 151    |             |           |
| 8    | Mario Karelly      | 139    |             | 1         |
| 9    | Wiley Maple        | 136    | 1           | 1         |
| 10   | Paolo Pangrazzi    | 125    |             | 1         |

| Rang | Nom              | Points | Victoire(s) | Podium(s) |
| ---- | ---------------- | ------ | ----------- | --------- |
| 1    | Sofia Goggia     | 425    | 2           | 3         |
| 2    | Cornelia Hütter  | 315    | 1           | 2         |
| 3    | Joana Hählen     | 314    | 1           | 2         |
| 4    | Vanja Brodnik    | 299    |             | 1         |
| 5    | Corinne Suter    | 266    | 1           | 2         |
| 6    | Klára Křížová    | 255    |             | 2         |
| 7    | Mirjam Puchner   | 238    |             | 2         |
| 8    | Ilka Štuhec      | 180    | 1           | 2         |
| 9    | Stephanie Venier | 159    |             |           |
| 10   | Tamara Tippler   | 136    |             |           |

### Super G
Les classements de Super-G sont remportés par le norvégien Aleksander Aamodt Kilde et l'autrichienne Cornelia Hütter. Cette dernière y parvient sans avoir remporté aucun des six super-G de la saison, se contenant de trois podiums.
| Rang | Nom                     | Points | Victoire(s) | Podium(s) |
| ---- | ----------------------- | ------ | ----------- | --------- |
| 1    | Aleksander Aamodt Kilde | 404    | 3           | 4         |
| 2    | Vincent Kriechmayr      | 296    |             | 3         |
| 3    | Silvano Varettoni       | 273    | 1           | 2         |
| 4    | Josef Ferstl            | 268    | 1           | 3         |
| 5    | Christian Walder        | 197    |             | 1         |
| 6    | Niklas Köck             | 196    |             | 1         |
| 7    | Otmar Striedinger       | 152    |             |           |
| 8    | Paolo Pangrazzi         | 145    |             |           |
| 9    | Thomas Tumler           | 126    |             |           |
| 10   | Luca De Aliprandini     | 124    |             |           |

| Rang | Nom                   | Points | Victoire(s) | Podium(s) |
| ---- | --------------------- | ------ | ----------- | --------- |
| 1    | Cornelia Hütter       | 332    |             | 3         |
| 2    | Corinne Suter         | 260    | 2           | 2         |
| 3    | Ramona Siebenhofer    | 255    |             | 2         |
| 4    | Camilla Borsotti      | 254    |             | 2         |
| 5    | Joana Hählen          | 243    | 1           | 2         |
| 6    | Romane Miradoli       | 224    | 1           | 1         |
| 7    | Mirjam Puchner        | 209    |             |           |
| 8    | Ragnhild Mowinckel    | 194    | 1           | 1         |
| 9    | Enrica Cipriani       | 150    |             |           |
| 10   | Marie Marchand-Arvier | 136    | 1           | 1         |

### Géant
Les classements de slalom géant sont remportés par le suisse Manuel Pleisch et l'autrichienne Ramona Siebenhofer. Le suisse remporte ce titre sans avoir gagné aucun des onze slaloms géants de la saison, mais en étant très régulier : il a marqué des points à toutes les courses, a été dix fois dans les quinze meilleurs et sept fois dans les dix.
| Rang | Nom                   | Points | Victoire(s) | Podium(s) |
| ---- | --------------------- | ------ | ----------- | --------- |
| 1    | Manuel Pleisch        | 443    |             | 3         |
| 2    | Victor Malmström      | 415    | 1           | 3         |
| 3    | Thomas Frey           | 413    | 2           | 2         |
| 4    | Thomas Tumler         | 389    | 1           | 3         |
| 5    | Florian Eisath        | 372    | 2           | 4         |
| 6    | Stepan Zuev           | 364    |             | 3         |
| 7    | Gino Caviezel         | 314    |             | 2         |
| 8    | Tim Jitloff           | 312    | 2           | 3         |
| 9    | Victor Muffat-Jeandet | 306    | 1           | 2         |
| 10   | Calle Lindh           | 298    |             | 2         |

| Rang | Nom                   | Points | Victoire(s) | Podium(s) |
| ---- | --------------------- | ------ | ----------- | --------- |
| 1    | Ramona Siebenhofer    | 516    | 2           | 3         |
| 2    | Adeline Baud          | 463    | 3           | 3         |
| 3    | Coralie Frasse Sombet | 409    | 1           | 3         |
| 4    | Nina Løseth           | 373    | 1           | 2         |
| 5    | Sara Hector           | 365    | 1           | 2         |
| 6    | Kajsa Kling           | 362    |             | 2         |
| 7    | Sofia Goggia          | 351    | 1           | 3         |
| 8    | Susanne Weinbuchner   | 339    |             | 2         |
| 9    | Mirjam Puchner        | 260    |             | 1         |
| 10   | Romane Miradoli       | 258    | 1           | 2         |

### Slalom
Les classements de slalom géant sont remportés par le britannique David Ryding et l'italienne Michela Azzola. Dans les deux cas ce classement tient compte des onze épreuves classiques et d'un slalom parallèle. Là encore David Ryding l'emporte sans avoir gagné un seul des douze slaloms de la saison.
| Rang | Nom                    | Points | Victoire(s) | Podium(s) |
| ---- | ---------------------- | ------ | ----------- | --------- |
| 1    | David Ryding           | 443    |             | 4         |
| 2    | Mattias Hargin         | 422    | 1           | 4         |
| 3    | Manuel Feller          | 403    | 2           | 3         |
| 4    | Luca Aerni             | 338    | 1           | 2         |
| 5    | Victor Muffat-Jeandet  | 276    |             |           |
| 6    | Steven Théolier        | 268    | 1           | 1         |
| 7    | Sebastian Foss Solevåg | 264    |             | 1         |
| 8    | Henrik Kristoffersen   | 256    |             | 1         |
| 9    | Wolfgang Hörl          | 252    | 1           | 2         |
| 10   | Riccardo Tonetti       | 245    | 1           | 2         |

| Rang | Nom                    | Points | Victoire(s) | Podium(s) |
| ---- | ---------------------- | ------ | ----------- | --------- |
| 1    | Michela Azzola         | 464    | 2           | 4         |
| 2    | Charlotta Säfvenberg   | 321    | 1           | 3         |
| 3    | Magdalena Fjällström   | 396    | 1           | 3         |
| 4    | Mona Løseth            | 394    | 1           | 3         |
| 5    | Slovaquie Petra Vlhová | 362    | 1           | 3         |
| 6    | Sarah Pardeller        | 314    |             | 2         |
| 7    | Carmen Thalmann        | 289    |             | 2         |
| 8    | Ramona Siebenhofer     | 265    |             | 1         |
| 9    | Paulina Grassl         | 260    |             | 2         |
| 10   | Nathalie Eklund        | 245    |             | 3         |

### Combiné
Le français Victor Muffat-Jeandet remporte le seul combiné masculin de la saison (à cause de annulation de celui de Sella Nevea) et donc le classement de la spécialité, sa compatriote Romane Miradoli le classement féminin.
| Rang | Nom                     | Points | Victoire(s) | Podium(s) |
| ---- | ----------------------- | ------ | ----------- | --------- |
| 1    | Victor Muffat-Jeandet   | 100    | 1           | 1         |
| 2    | Aleksander Aamodt Kilde | 80     |             | 1         |
| 3    | Frederic Berthold       | 60     |             | 1         |
| 4    | Vincent Kriechmayr      | 50     |             |           |
| 5    | Marc Gisin              | 45     |             |           |
| 6    | François Place          | 40     |             |           |
| 7    | Ralph Weber             | 36     |             |           |
| 8    | Paolo Pangrazzi         | 32     |             |           |
| 9    | Bjørnar Neteland        | 29     |             |           |
| 10   | Ferran Terra            | 26     |             |           |

| Rang | Nom                 | Points | Victoire(s) | Podium(s) |
| ---- | ------------------- | ------ | ----------- | --------- |
| 1    | Romane Miradoli     | 109    |             | 1         |
| 2    | Ramona Siebenhofer  | 100    | 1           | 1         |
| 2    | Adeline Baud        | 100    | 1           | 1         |
| 4    | Jessica Depauli     | 80     |             | 1         |
| 5    | Estelle Alphand     | 78     |             | 1         |
| 6    | Anne-Sophie Barthet | 60     |             | 1         |
| 7    | Stephanie Wopfner   | 58     |             |           |
| 8    | Mirjam Puchner      | 52     |             |           |
| 9    | Sofia Goggia        | 50     |             |           |
| 9    | Estelle Alphand     | 50     |             |           |

## Calendrier et résultats

### Messieurs
| N° | Date                   | Lieu             | Épreuve          | Vainqueur               | Deuxième                | Troisième             |
| -- | ---------------------- | ---------------- | ---------------- | ----------------------- | ----------------------- | --------------------- |
| -  | Reiteralm              | 7 novembre 2012  | Descente         | annulée                 | annulée                 | annulée               |
| -  | Reiteralm              | 8 novembre 2012G | Super-G          | annulée                 | annulée                 | annulée               |
| 1  | Levi                   | 21 novembre 2012 | Slalom géant     | Thomas Frey             | Stepan Zuev             | Calle Lindh           |
| 2  | Levi                   | 22 novembre 2012 | Slalom géant     | Victor Malmström        | Calle Lindh             | Stepan Zuev           |
| 3  | Levi                   | 24 novembre 2012 | Slalom           | Axel Bäck               | Mattias Hargin          | Philipp Schmid        |
| 4  | Levi                   | 25 novembre 2012 | Slalom           | Lars Elton Myhre        | Mattias Hargin          | Henrik Kristoffersen  |
| 5  | Reiteralm              | 28 décembre 2012 | Descente         | Daniel Danklmaier       | Mario Karelly           | Markus Dürager        |
| 6  | Reiteralm              | 29 décembre 2012 | Super-G          | Clemens Dorner          | Fabio Renz              | Vincent Kriechmayr    |
| 7  | Nova Ponente           | 12 décembre 2012 | Slalom           | Manuel Feller           | Stefano Gross           | Markus Vogel          |
| 8  | Pozza di Fassa         | 14 décembre 2012 | Slalom           | Mattias Hargin          | Markus Vogel            | Cristian Deville      |
| 9  | San Vigilio di Marebbe | 15 décembre 2012 | Slalom parallèle | Gabriel Rivas           | Manuel Wieser           | David Ryding          |
| 10 | Zuoz                   | 19 décembre 2012 | Slalom géant     | Thomas Frey             | Stepan Zuev             | Manuel Pleisch        |
| 11 | Zuoz                   | 20 décembre 2012 | Slalom           | Wolfgang Hörl           | Santeri Paloniemi       | Mattias Hargin        |
| 12 | Chamonix               | 4 janvier 2013   | Slalom           | Luca Aerni              | Michael Janyk           | Riccardo Tonetti      |
| 13 | Chamonix               | 5 janvier 2013   | Slalom           | Riccardo Tonetti        | Calle Lindh             | Stefan Luitz          |
| 14 | Wengen                 | 10 janvier 2013  | Descente         | Ralph Weber             | Nils Mani               | Vitus Lüönd           |
| 15 | Wengen                 | 12 janvier 2013  | Descente         | Brice Roger             | Ralph Weber             | Douglas Hedin         |
| 16 | Hinterstoder           | 16 janvier 2013  | Descente         | Markus Dürager          | Manuel Kramer           | Paolo Pangrazzi       |
| 17 | Kirchberg              | 19 janvier 2013  | Slalom géant     | Florian Eisath          | Thomas Fanara           | Tim Jitloff           |
| 18 | Kirchberg              | 20 janvier 2013  | Slalom           | Steven Théolier         | Sebastian Foss Solevåg  | David Ryding          |
| 19 | Val-d'Isère            | 23 janvier 2013  | Descente         | Wiley Maple             | Ralph Weber             | Frederic Berthold     |
| 20 | Val-d'Isère            | 24 janvier 2013  | Super-G          | Aleksander Aamodt Kilde | Silvano Varettoni       | Jeffrey Frisch        |
| 21 | Arber                  | 26 janvier 2013  | Slalom géant     | Tim Jitloff             | Pavel Trikhichev        | Gino Caviezel         |
| 22 | Arber                  | 27 janvier 2013  | Slalom           | Miha Kürner             | David Ryding            | Christoph Nösig       |
| 23 | Sarentino              | 30 janvier 2013  | Descente         | Frederic Berthold       | Silvano Varettoni       | Johannes Kröll        |
| 24 | Sarentino              | 31 janvier 2013  | Combiné          | Victor Muffat-Jeandet   | Aleksander Aamodt Kilde | Frederic Berthold     |
| 25 | Sarentino              | 1er février 2013 | Super-G          | Josef Ferstl            | Aleksander Aamodt Kilde | Niklas Köck           |
| 26 | Monte Pora             | 2 février 2013   | Slalom géant     | Victor Muffat-Jeandet   | François Place          | Marcel Mathis         |
| -  | Monte Pora             | 3 février 2013   | Slalom           | Épreuve annulée'        | Épreuve annulée'        | Épreuve annulée'      |
| 27 | Les Menuires           | 5 février 2013   | Slalom géant     | Florian Eisath          | Victor Malmström        | Victor Muffat-Jeandet |
| 28 | Les Menuires           | 6 février 2013   | Slalom géant     | Tim Jitloff             | Thomas Tumler           | Florian Eisath        |
| 29 | La Thuile              | 8 février 2013   | Super-G          | Aleksander Aamodt Kilde | Vincent Kriechmayr      | Josef Ferstl          |
| 30 | La Thuile              | 9 février 2013   | Super-G          | Aleksander Aamodt Kilde | Christian Walder        | Vincent Kriechmayr    |
| 31 | Soldeu                 | 2 mars 2013      | Slalom géant     | Elia Zurbriggen         | Manuel Pleisch          | Florian Eisath        |
| 32 | Soldeu                 | 3 mars 2013      | Slalom géant     | Luca De Aliprandini     | Victor Malmström        | Thomas Tumler         |
| -  | La Molina              | 4 mars 2013      | Slalom           | Manuel Feller           | Luca Aerni              | David Ryding          |
| -  | La Molina              | 5 mars 2013      | Slalom           | Épreuve annulée         | Épreuve annulée         | Épreuve annulée       |
| -  | Sella Nevea            | 8 mars 2013      | Super-G          | Épreuve annulée         | Épreuve annulée         | Épreuve annulée       |
| -  | Sella Nevea            | 9 mars 2013      | Combiné          | Épreuve annulée         | Épreuve annulée         | Épreuve annulée       |
| 33 | Kranjska Gora          | 11 mars 2013     | Slalom           | Jean-Baptiste Grange    | Wolfgang Hörl           | Manuel Feller         |
| 34 | Sotchi                 | 14 mars 2013     | Super-G          | Silvano Varettoni       | Alexander Glebov        | Josef Ferstl          |
| -  | Sotchi                 | 15 mars 2013     | Descente         | Épreuve annulée         | Épreuve annulée         | Épreuve annulée       |
| 35 | Sotchi                 | 15 mars 2013     | Slalom géant     | Thomas Tumler           | Gino Caviezel           | Manuel Pleisch        |

### Dames
| N° | Date             | Lieu              | Épreuve          | Vainqueur             | Deuxième              | Troisième                                            |
| -- | ---------------- | ----------------- | ---------------- | --------------------- | --------------------- | ---------------------------------------------------- |
| 1  | Vemdalen         | 26 novembre 2012  | Slalom           | Michela Azzola        | Petra Vlhová          | Ana Bucik                                            |
| 2  | Vemdalen         | 27 novembre 2012  | Slalom           | Magdalena Fjällström  | Petra Vlhová          | Charlotta Säfvenberg Michela Azzola                  |
| 3  | Kvitfjell        | 30 novembre 2012  | Slalom géant     | Sara Hector           | Coralie Frasse Sombet | Veronika Staber                                      |
| 4  | Kvitfjell        | 1er décembre 2012 | Combiné          | Ramona Siebenhofer    | Romane Miradoli       | Estelle Alphand                                      |
| 5  | Kvitfjell        | 2 décembre 2012   | Super-G          | Romane Miradoli       | Ramona Siebenhofer    | Cornelia Hütter                                      |
| 6  | Trysil           | 4 décembre 2012   | Slalom géant     | Romane Miradoli       | Ramona Siebenhofer    | Carmen Thalmann                                      |
| 7  | Trysil           | 5 décembre 2012   | Slalom géant     | Ramona Siebenhofer    | Sofia Goggia          | Romane Miradoli                                      |
| 8  | Saint-Moritz     | 12 décembre 2012  | Descente         | Cornelia Hütter       | Vanja Brodnik         | Corinne Suter                                        |
| 9  | Saint-Moritz     | 13 décembre 2012  | Descente         | Corinne Suter         | Cornelia Hütter       | Klára Křížová                                        |
| 10 | Courchevel       | 18 décembre 2012  | Slalom           | Petra Vlhová          | Sarah Pardeller       | Marlene Schmotz                                      |
| 11 | Courchevel       | 19 décembre 2012  | Slalom géant     | Sofia Goggia          | Coralie Frasse Sombet | Clara Direz                                          |
| 12 | Crans-Montana    | 20 décembre 2012  | Super-G          | Marie Marchand-Arvier | Ilka Štuhec           | Camilla Borsotti                                     |
| 13 | Crans-Montana    | 21 décembre 2012  | Super-G          | Corinne Suter         | Joana Hählen          | Ramona Siebenhofer                                   |
| 14 | Zinal            | 7 janvier 2013    | Slalom géant     | Adeline Baud          | Susanne Weinbuchner   | Kajsa Kling                                          |
| 15 | Zinal            | 8 janvier 2013    | Slalom géant     | Adeline Baud          | Nina Løseth           | Marion Bertrand                                      |
| 16 | Melchsee-Frutt   | 10 janvier 2013   | Slalom           | Wendy Holdener        | Nathalie Eklund       | Mona Løseth                                          |
| 17 | Melchsee-Frutt   | 11 janvier 2013   | Slalom           | Nina Løseth           | Ramona Siebenhofer    | Nathalie Eklund                                      |
| 18 | St. Anton        | 16 janvier 2013   | Descente         | Joana Hählen          | Sofia Goggia          | Mirjam Puchner                                       |
| 19 | St. Anton        | 17 janvier 2013   | Descente         | Sofia Goggia          | Joana Hählen          | Karoline Pichler                                     |
| 20 | Schruns          | 19 janvier 2013   | Slalom           | Charlotta Säfvenberg  | Paulina Grassl        | Carmen Thalmann                                      |
| 21 | Schruns          | 20 janvier 2013   | Slalom           | Therese Borssén       | Michela Azzola        | Paulina Grassl                                       |
| 22 | Pamporovo        | 23 janvier 2013   | Slalom géant     | Ramona Siebenhofer    | Mirjam Puchner        | Kajsa Kling                                          |
| 23 | Pamporovo        | 24 janvier 2013   | Slalom géant     | Adeline Baud          | Sofia Goggia          | Susanne Weinbuchner                                  |
| 24 | Jasná            | 28 janvier 2013   | Descente         | Sofia Goggia          | Ilka Štuhec           | Enrica Cipriani                                      |
| 25 | Jasná            | 29 janvier 2013   | Descente         | Ilka Štuhec           | Mirjam Puchner        | Klára Křížová                                        |
| -  | Zakopane         | 31 janvier 2013   | Slalom           | Épreuve annulée       | Épreuve annulée       | Épreuve annulée                                      |
| 26 | Zakopane         | 1er février 2013  | Slalom           | Michela Azzola        | Mona Løseth           | Veronika Staber Magdalena Fjällström Sarah Pardeller |
| 27 | Sella Nevea      | 4 février 2013    | Super-G          | Corinne Suter         | Cornelia Hütter       | Adeline Baud                                         |
| 28 | Sella Nevea      | 4 février 2013    | Combiné          | Adeline Baud          | Jessica Depauli       | Anne-Sophie Barthet                                  |
| 29 | Sella Nevea      | 5 février 2013    | Super-G          | Joana Hählen          | Cornelia Hütter       | Stephanie Venier                                     |
| 30 | San Candido      | 7 février 2013    | Slalom parallèle | Veronica Smedh        | Julia Dygruber        | Magdalena Fjällström                                 |
| 31 | San Candido      | 8 février 2013    | Slalom           | Mona Løseth           | Wendy Holdener        | Christina Geiger                                     |
| 32 | Andalo/Paganella | 4 mars 2013       | Slalom géant     | Eva-Maria Brem        | Wendy Holdener        | Sara Hector                                          |
| 33 | Andalo/Paganella | 5 mars 2013       | Slalom géant     | Nina Løseth           | Marion Bertrand       | Eva-Maria Brem                                       |
| 34 | Lenggries        | 7 mars 2013       | Slalom           | Nastasia Noens        | Carmen Thalmann       | Alexandra Daum                                       |
| 35 | Lenggries        | 8 mars 2013       | Slalom           | Šárka Záhrobská       | Charlotta Säfvenberg  | Nathalie Eklund                                      |
| 36 | Sotchi           | 14 mars 2013      | Slalom géant     | Coralie Frasse Sombet | Jasmina Suter         | Karoline Pichler                                     |
| 37 | Sotchi           | 15 mars 2013      | Super-G          | Ragnhild Mowinckel    | Camilla Borsotti      | Tamara Tippler                                       |
| -  | Sotchi           | 17 mars 2013      | Descente         | Épreuve annulée       | Épreuve annulée       | Épreuve annulée                                      |